# Philip Forsman
Lars Philip Forsman, född 26 oktober 1988 i Stockholm, är en svensk racerförare.

## Racingkarriär
Forsman började med karting när han var fyra år gammal. Han skördade stora framgångar och blev bland annat dubbel svensk och nordisk mästare samt vinnare av CIK-FIA Viking Trophy. 2006 slutade Philip med karting och började köra formelbil. Han har tävlat i flera olika Formel Renault 2.0-mästerskap, Formel 3 och Porsche Carrera Cup Scandinavia. 
I slutet av 2009 fick han chansen i ett officiellt test i International Formula Master med AR Motorsport på Hungaroring. Under den andra dagen satte han den snabbaste tiden, 1,2 sekunder före schweizaren Nico Müller. Forsman kör sedan hösten 2013 i STCC för WestCoast Racing där han debuterade i sista loppet på Mantorp 20-21 september. Efter en dålig inledning på säsongen 2014 kom första segern i race 1 i Falkenberg 11-12 juli.